# Франс Галс
Франс Галс, або Франс Галс Старший, (нід. Frans Hals; між 1582–1583 роками, Антверпен — 26 — 29 серпня 1666, Гарлем) — один із найвідоміших живописців так званої «золотої доби» голландського мистецтва. Майже все своє життя провів у Гарлемі, де розвинув свій характерний стиль портретування, який полягає у відході від традиційної урочистості й зображенні швидкоплинних змін виразу та текстурних ефектів. Однак, йому не вдалося стати поруч з Рембрандтом у мистецтві досягнення високого ступеня психологічного проникнення, характерного для портретів останнього. Галс вважався одним з основоположників національної школи «золотої доби». Особливо прославився великими груповими портретами членів стрілецьких рот та опікунів притулку для старих, а також однофігурними жанровими картинами на ранньому етапі творчості.
Довгий час Галс займав друге місце серед найвідоміших голландських художників «золотої доби», поступаючись першості Рембрандту. Однак, у другій половині дев'ятнадцятого століття його потіснив Ян Вермер, якого для широкого загалу відкрив французький дослідник живопису Теофіл Торе-Бюргер. У 1868 році він опублікував два нариси про Галса та його роботи у впливовому виданні «Gazette des Beaux-Arts». Після цього почався процес відродження уваги до забутого художника спочатку у Франції, а згодом у Нідерландах, Німеччині, інших країнах Європи та у США.
Згідно з останніми дослідженнями до його авторства офіційно віднесені 184 картини. Результати стали відомими завдяки роботі інституту історії мистецтва Нідерландів (RKD).

## Життєпис

### Походження та ранні роки
Франс Галс народився в родині Франсуа Галса (нід. Franchois Hals, 1542—1610) та Адріани ван Ґестенрік (нід. Adriana van Geestenryck, 1552—1616). Для обох це був другий шлюб. Франсуа Галс був сукнарем родом з Мехелена. З невідомих обставин його перша дружина померла й він, разом із чотирма дітьми, у 1580 році переїхав до будинку своєї тітки, що мешкала в Антверпені. Там він познайомився з вдовою ван Ґестенрік, що була заможною та бездітною. Невдовзі пара взяла шлюб й Галс із дітьми переїхав до будинку, що залишився їй у спадок від попереднього чоловіка. Через певний час після шлюбу, у період між 1582—1583 роками, у родині з'явилася п'ята дитина — Франс Галс.

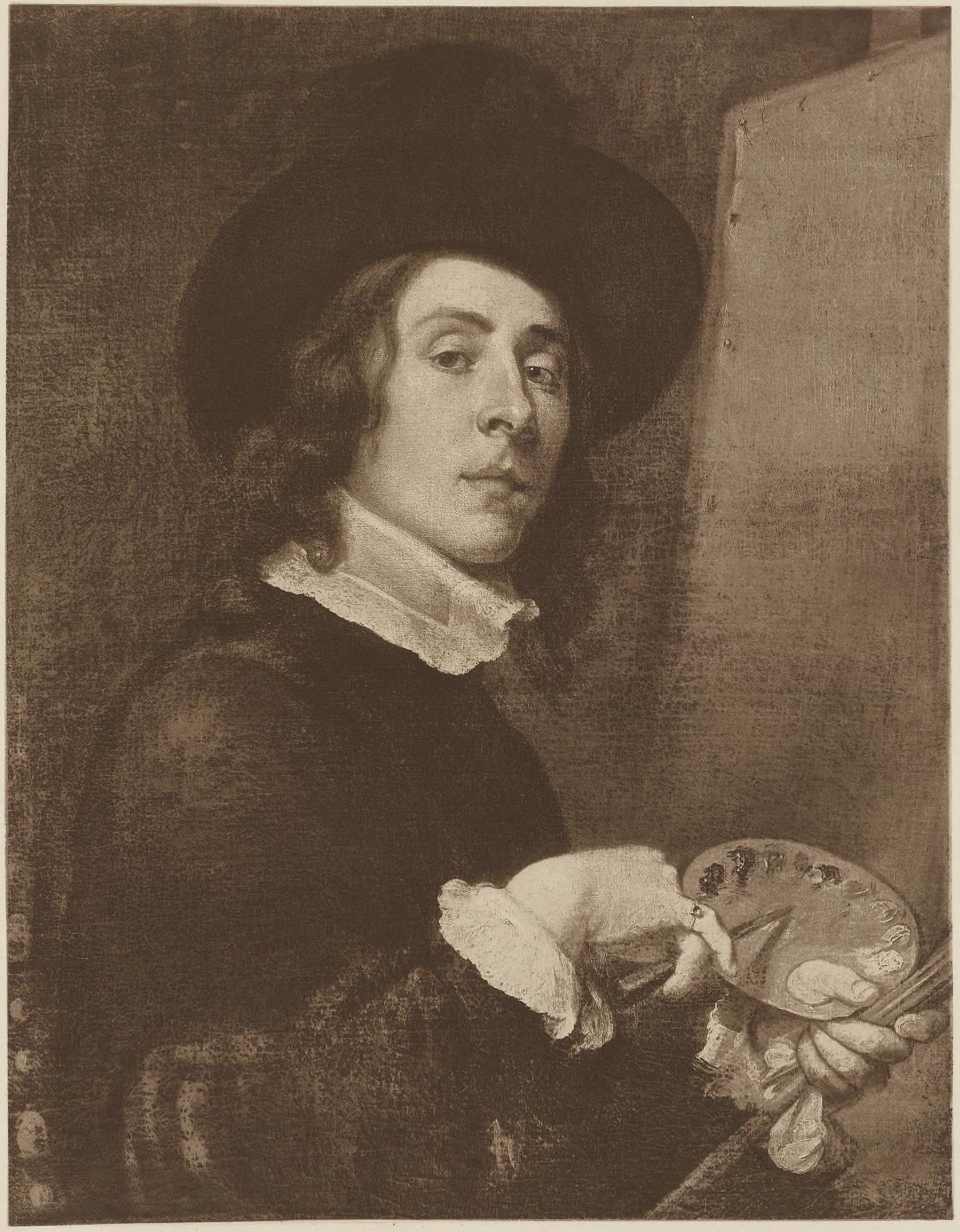
«Портрет Франса Галса» — Антоніс ван Дейк

За іншою версією Франс Галс народився в достатньо заможній родині, а батько обіймав високу посаду в магістраті Гарлему. Після одного з повстань він був ненадовго відправлений у заслання до Південних Нідерландів, тому дитина з'явилася на світ в Антверпені, але вже на початку 1590-х років родина повернулася до Гарлему.
Невдовзі після падіння Антверпена, що був зайнятий іспанськими військами, сім'я переїхала до Гарлему, де через шість років народилася друга спільна дитина — Дірк Галс (1591—1656). Власне сам Галс не залишив жодних письмових свідчень про своє життя чи свої твори й відомий лише короткий опис його біографії. Наразі відсутня будь-яка вірогідна інформація щодо його художньої підготовки. Перші офіційні записи датуються 1610 роком, коли він вступив до гільдії Святого Луки в Гарлемі. Отже, невідомо чим він займався після досягнення повноліття. Існує припущення, що Галс був учнем у Карела ван Мандера й провів деякий час у його майстерні. Однак, сам ван Мандер не згадує його як учня в книзі «Життєписи художників», обмежуючись лише нотаткою: «Франс Галс, гарлемський портретист». Таким чином, ймовірно, він міг бути або його учнем або просто відвідувати майстерню до того, як у 1603 році ван Мандер покинув місто Гарлем.
За одним із припущень Галс із 1600 року навчався не тільки у Карела ван Мандера, а й Пітера Пауля Рубенса. Однак його стиль написання картин не має нічого спільного з творчістю першого, але дещо перекликається з манерою виконання другого. Існує думка, що рання творчість Галса має дещо спільне із роботами Якоба Йорданса, який був видатним художником у стилі бароко та вихованцем Пітера Пауля Рубенса. Наразі відсутні будь-які відомості про творчість Галса упродовж десяти років. Однак, достеменно відомо про те, що вже в 1610 році він приєднався до гільдії Святого Луки. У цей час йому могло бути приблизно 27 або 28 років, але це було надзвичайно пізно для того, щоб вперше стати її членом. Разом з тим, поряд із живописом, він також почав працювати реставратором у міській раді Гарлема.

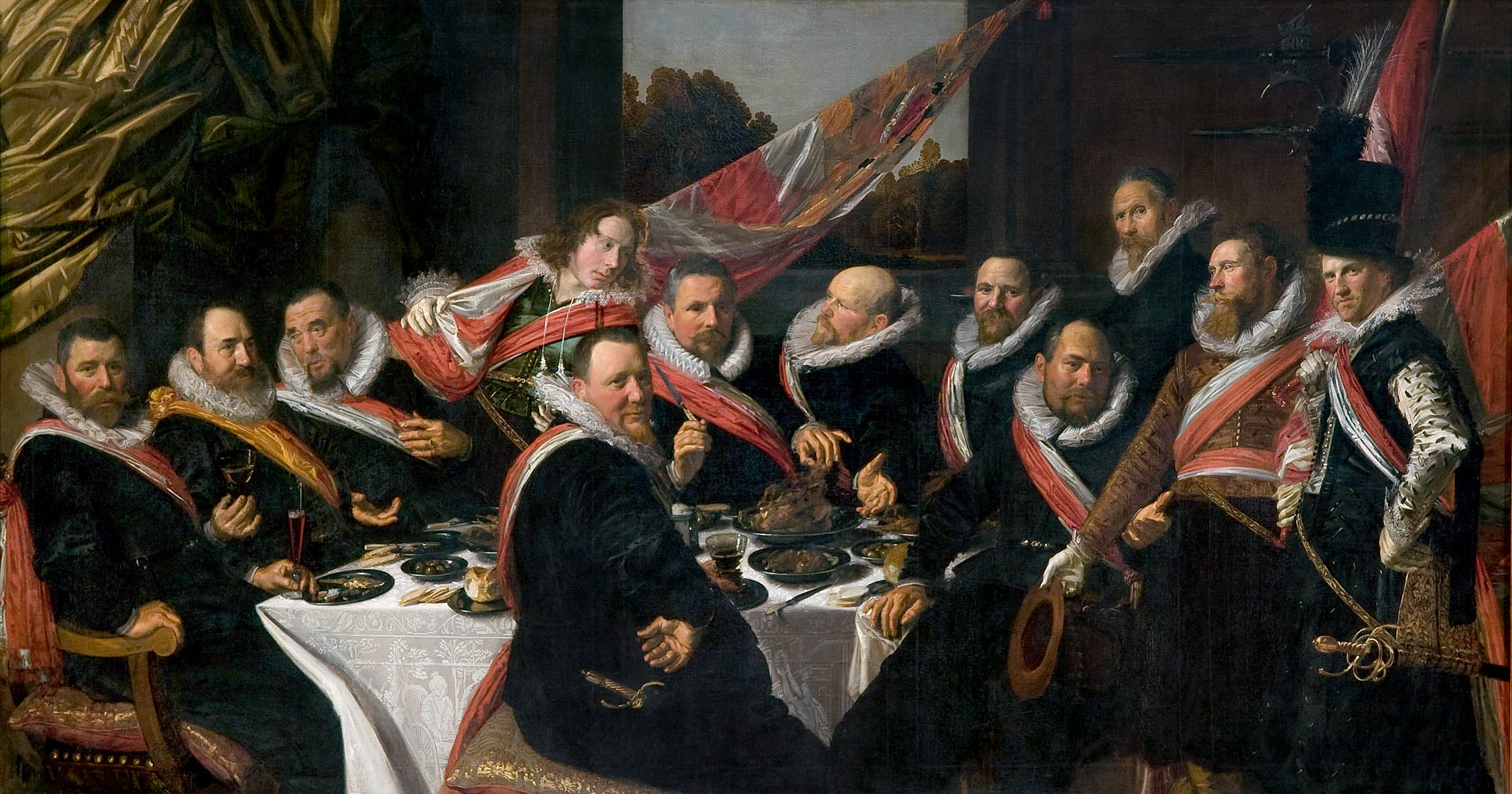
«Бенкет офіцерів стрілецької роти Святого Георга» — Франс Галс (1616)

Існують відомості від гамбурзького живописця Меттью Шайца, який називав себе «особисто знайомим із Галсом». Він говорив, що Галс «чудовий портретист із Гарлема, учень ван Мандера. У молодому віці вів дещо розгульний спосіб життя, а коли постарів — вже не міг заробляти живописом, що став вже не таким як раніше. За колишні заслуги отримав від одного з магістратів Гарлему грошове забезпечення, якого вистачило на декілька років. Помер 1665 чи 1666 року та був на той час дев'яносторічним чоловіком або дещо молодшим».
З 1612 по 1624 рік Франс Галс служив мушкетером у стрілецькій роті Святого Георга в Гарлемі. У 1616 році йому було доручено написати портрет офіцерів, що закінчили трирічну службу. Цей груповий портрет став першою відомою нам роботою художника. Того ж року він здійснив нетривалу поїздку до Антверпена, де вивчав роботи своїх сучасників, таких як Рубенс та ван Дейк. Відомо, що Галс разом зі своїм братом Дірком також був членом гарлемського риторичного товариства «Виноградна лоза» (нід. De Wijngaardranken) з 1616 по 1624 рік.

### Одруження та сім'я
У 1610 чи на початку 1611 року Франс Галс одружився з Аннеке Гарменсдохтер Абелс (нід. Anneke Harmensdochter Abeels, 1590—1615), батько якої займався відбілюванням тканин та інших матеріалів. Оскільки вона була протестанткою, тоді як він був католиком, пара одружилася у мерії замість того, щоб провести церковну церемонію. Цей шлюб повинен був відкрити перед Галсом шлях до заможних і впливових кіл, бо хрещеним батьком й опікуном Аннеке був пивовар та член міської ради — Йоб Клаесзон Ґейбланд (нід. Job Claesz Gijbland, 1572—1638). Однак із невідомих причин останній мало цікавився життям Аннеке та її родини взагалі. Наприклад, коли Ґейбланд забажав портрет зі своїм зображенням він не запросив до роботи Франса Галса, а довірив написання іншому художникові — Пітеру Франсу де Гребберу. Про повну відсутність підтримки родини Галсів з боку Ґейбланда говорить той факт, що коли в травні 1615 року Аннеке померла, він відмовився від організації належної церемонії й похресниця була похована в могилі невідомого бідняка. У цьому короткому шлюбі було троє дітей, з яких серед живих залишився лише Гармен Галс.
Маючи на руках одну неповнолітню дитину, Галс 12 лютого 1617 року вдруге одружується. На цей раз його обраницею стала дочка скляра — Лісбет Рейнірс (нід. Lysbeth Reyniers, 1593—1675). Ще через дев'ять днів відбулася церемонія хрещення їхньої спільної доньки Сари, що народилася ще до одруження батьків. Саме діти від другого шлюбу започаткували творчу династію: всі п'ятеро хлопців стали визнаними художниками, а одна з двох доньок вийшла заміж за учня Галса — Пітера ван Рустратена. Американський дослідник історії мистецтв та творчості Галса Волтер Артур Лідтке вважав, що за період з 1617 по 1634 рік Лісбет народила Галсу не менше одинадцяти дітей, вісім з яких пережили дитинство.
Розрізнені відомості залишилися лише про таких дітей Франса Галса:

#### від першого шлюбу

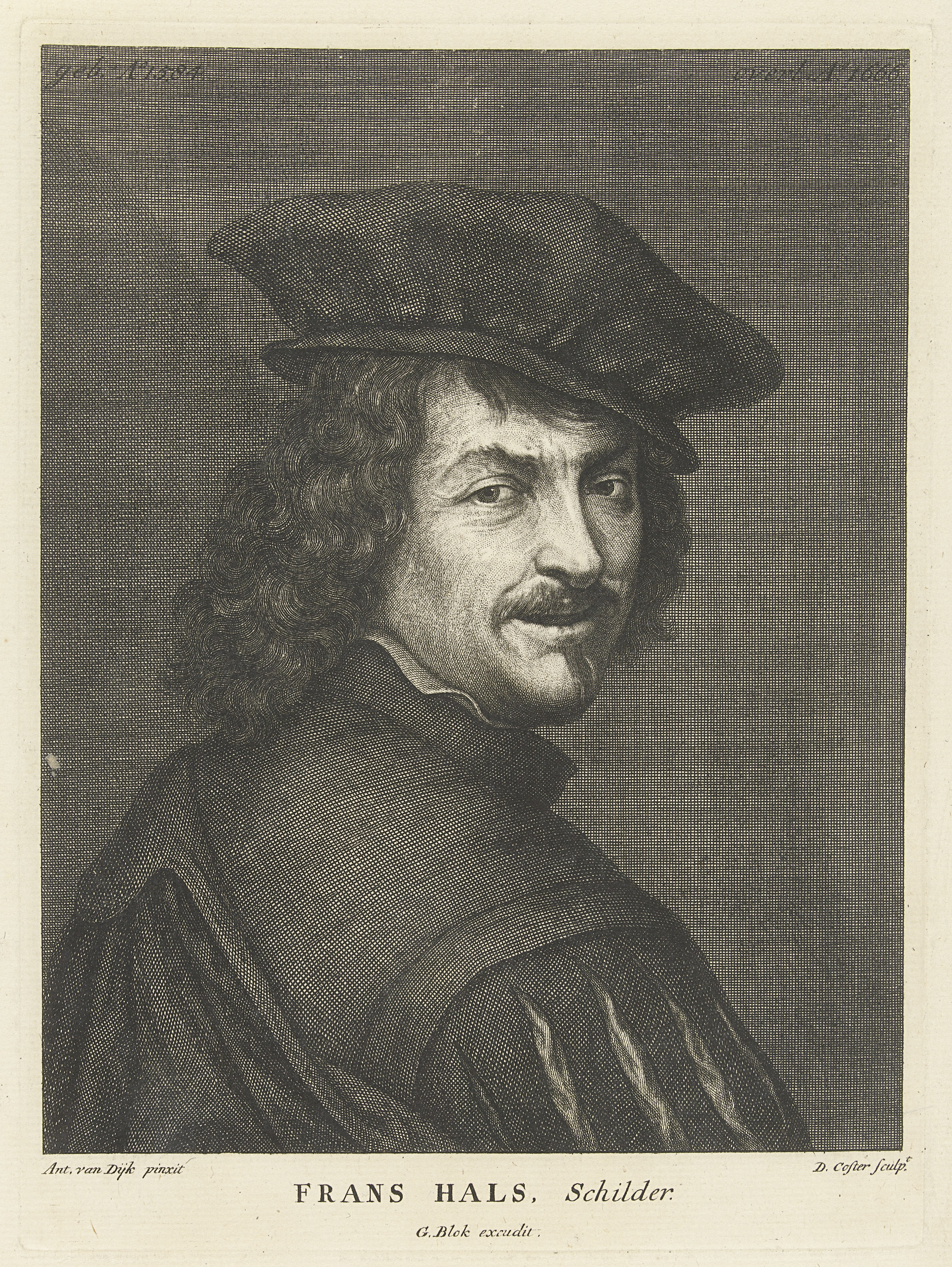
Франс Галс — гравюра Давіда Костера

- двоє дітей, дата народження та смерті яких наразі невідома, померли ще немовлятами;
- Гармен Галс (нід. Harmen Hals, бл. 1611 — 1669) — музикант, художник, член гільдії Святого Луки в Гарлемі[27].

#### від другого шлюбу
- Сара Галс (нід. Sara Hals, бл. 1617 — ?) — мала позашлюбну доньку від Абрагама ван Поттерлоо (нід. Abraham van Potterloo) за що була відправлена на перевиховання від розпусти до дисциплінарного будинку[en]. Через деякий час вийшла заміж за моряка з Фрісландії[28];
- Франс Галс[en] Молодший (нід. Frans Hals, бл. 1618 — 1669) — художник[29][30];
- Йоганнес Галс[en] (нід. Johannes Hals, бл. 1620 — 1654) — художник, член гільдії Святого Луки в Гарлемі[31][32];
- Адріантьє Галс (нід. Adriaentje Fransdr. Hals, бл. 1623 — ?) — була охрещена 21 липня 1623 року, де серед присутніх був Ісаак Масса. У 1654 році вийшла заміж за художника Пітера ван Рустратена[33][34][35];
- Якоб Галс (нід. Jacob Hals, бл. 1624 — ?) — можливо був художником, але згідно з останніми дослідженнями віднесені до його авторства картини ймовірно належать Йоганнесу Галсу[36][37];
- Рейньєр Галс[en] (нід. Reinier Fransz. Hals, бл. 1627 — 1672) — торговий писар (нід. koopmansbediende), артдилер, художник[38][39];
- Ніколас Галс[en] (нід. Nicolaes Hals, бл. 1628 — 1686) — художник, член гільдії Святого Луки в Гарлемі. Його хрещеним батьком був один із найвідоміших представників художників-мариністів «золотої доби» голландського мистецтва — Ніколас де Кемп[en][40][41];
- Марія Галс (нід. Maria Hals, бл. 1631 — ?) — була охрещена 12 листопада 1631 року. Будь-які інші відомості наразі відстуні[42].

Досить довгий час вважалося, що Франс Галс був схильний до пияцтва та навіть застосовував насилля до оточення. Завдяки розрізненним відомостям істориків склалася думка, що перша дружина Галса Аннеке була жертвою домашнього насильства. Ця інформація базувалася на міських судових записах про те, що «Франс Галс, мешканець Гарлему, у 1616 році був звинувачений у застосуванні насильства щодо дружини». Однак, як зазначав американський дослідник історії мистецтв Сеймур Слайв, мова йшла про іншого Франса Галса. Фактом є те, що на час висунення цих звинувачень у художника не було жодної жінки, щоб жорстоко поводитись з нею, оскільки Аннеке померла раніше зазначеного 1616 року. Інші історичні розповіді про схильність Галса до алкоголізму в основному базувалися на анекдотичних розповідях його ранніх біографів, таких як Арнольд Гаубракен, проте без наведення жодних прямих доказів. Плітки про аморальний спосіб життя Франса Галса поширювали не тільки місцеві історики та письменники, але навіть іноземці, що супроводжували свої розповіді карикатурними ілюстраціями. Припущення, що людина, яка зловживала алкоголем та застосовувала насилля відносно рідних могла очолювати гільдію Святого Луки в Гарлемі — є маловірогідним.

### Зрілі роки та кінець життя

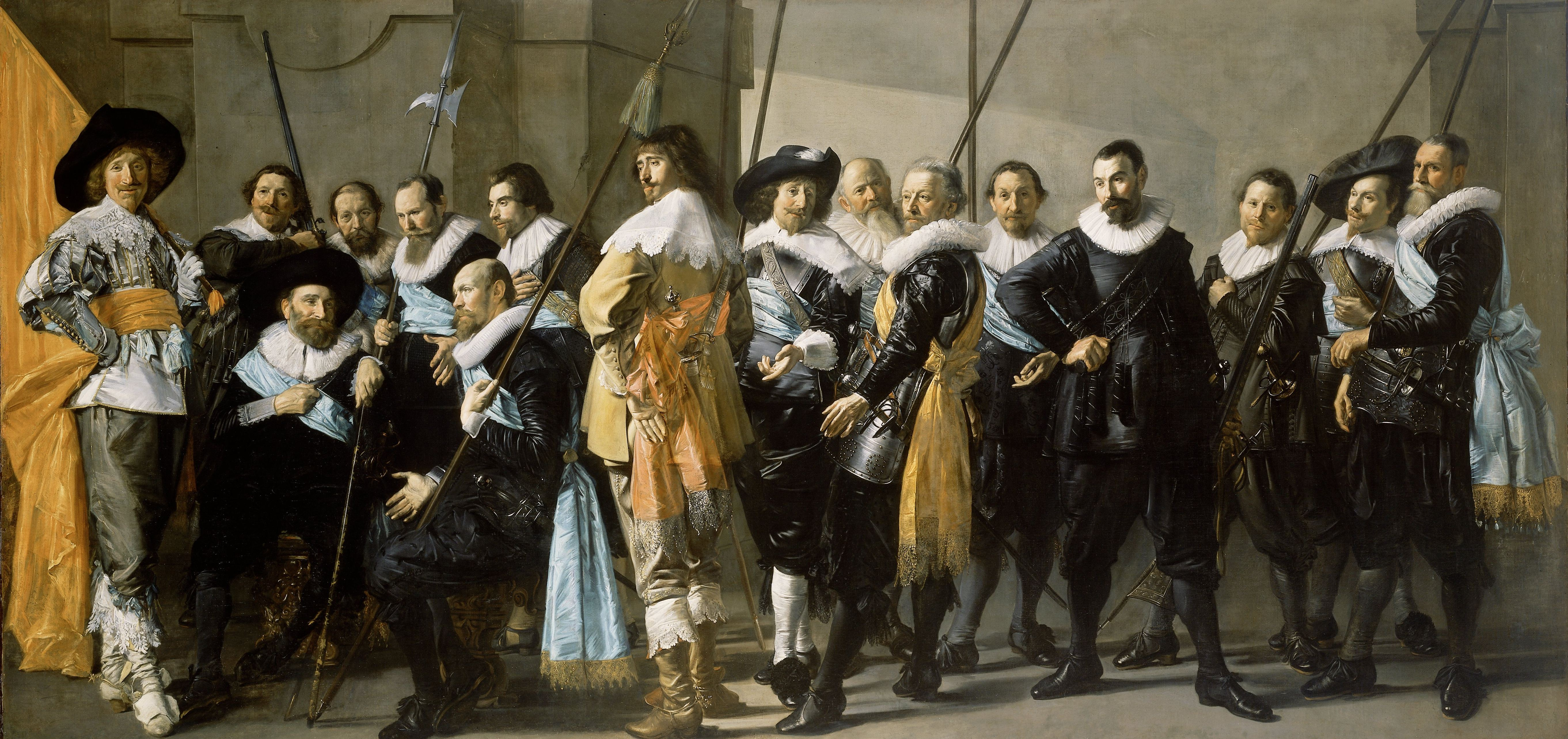
«Мізерна компанія» — спільна робота Франса Галса та Пітера Кодде

Після вступу до гільдії Святого Луки та стрілецької роти Святого Георга життя Франса Галса значно поліпшилося. Його кар'єра художника пішла на підйом і він отримував престижні замовлення. Окрім нього іншими портретистами, які мали визнання в Гарлемі та могли скласти конкуренцію Галсу були лише Корнеліс Енгельсзон та Франц Пітерсзон де Греббер. Однак, перевага надавалася саме Галсу, оскільки навіть принц Моріц Оранський визнав його майстерність та доручив виконувати замовлення міської ради Гарлема. Одним із найвідоміших тогочасних покровителів Франса була заможна та впливова сім'я пивоварів Олікан. Щонайменше чотирнадцять членів цієї родини, включаючи голову сімейства та мера Гарлема Пітера Якобсзона Олікана, були увіковічнені на портретах. Реалістичність картин Галса була досить високо оцінена свого часу. Так у записах міської хроніки 1628 року Семюель Ампзінг зазначав: «Як лихо Франс малює людей із життя!». У 1648 році Теодор Схревеліус відгукувався про портрети Галса, як про «забарвлені так, що здається, вони живуть і дихають». Коло клієнтів художника було досить широким і в нього входили не тільки підприємці та чиновники, а й священнослужителі та вчені. Найбільш відомим з них був Рене Декарт, портрет якого був створений приблизно в 1649 році. З часом Галс стикався з усе більшою конкуренцією. З тривалого перебування закордоном повернувся Пітер Саутман, з'явилося молоде покоління портретистів представлене Йоганнесом Верспронком та Яном де Браєм. Однак, їх коло замовників обмежувалося католицькою громадою, а Галс, що був близьким до протестантської спільноти, але залишався католиком, мав успіх серед усіх верств населення. Окрім доволі успішної кар'єри живописця, Галс був досить впливовим та популярним викладачем мистецтв. За словами Арнольда Гаубракена, Адріан Брауер та Адріан ван Остаде були учнями вихованцями Франса Галса. Наразі відсутні документальні підтвердження, але існує припущення, що Ян Мінзе Моленар та Юдит Лейстер також навчалися у нього мистецтву живопису. Фламандський поет, юрист та політик Корнеліс де Бі зазначав, що Галс був вчителем Філіпса Воувермана та Вінсента Лауренса ван дер Вінне. Окрім замовлень на приватних осіб Галс отримував доручення від різних організацій та установ. За винятком портретів для стрілецької роти святого Георга, він писав групові портрети для оздоблення зали стрілецької роти святого Адріана в період між 1616 та 1639 роками. З часом його картин здобули популярність і за межами Гарлема, а в 1633 році амстердамський зал арбалетників доручив Галсу зобразити компанію відомого на той час капітана та лейтенанта. Тепер ця робота більш відома як «Мізерна компанія». Однак, зазначена картина лише частково належить Галсу. Після тривалого конфлікту зі своїм покровителем він припинив роботу й закінчив її вже Пітер Кодде.
Франс Галс досить безтурботно ставився до свого фінансового становища. Свідченням цьому слугують судові відомості згідно з якими він досить часто викликався для розгляду справ щодо простроченої заборгованості. Зазвичай у цих справах фігурували невеликі суми, але все змінилося починаючи з 1654 року. У той час Галс був фігурантом справи про заборгованість у 200 гульденів перед пекарем. Щоб розрахуватися з ним Франс був змушений віддати деякі особисті речі, а також п'ять картин серед яких «Збір мани» (Мартен ван Гемскерк) та «Проповідь святого Іоанна Хрестителя» (Карел ван Мандер). Фінансовий стан Галса настільки почав погіршуватися, що його звільнили від сплати щорічного внеску до гільдії Святого Луки в 1661 році. Скрутне становище його родини призвело до того, що в 1662 році бургомістр Гарлема застосував до них податкове полегшення в 50 гульденів, а також щорічну допомогу в 150 гульденів. Однак, навіть цього було не досить й вже в 1663 році фінансова допомога була збільшена до 200 гульденів. За іншими відомостями Галс опинився в глибокій фінансовій скруті вже в 1652 році. Саме тоді він був визнаний банкрутом, а майно, що складалося з трьох матраців, подушок, столу та п'яти картин було описане та заарештоване. Йому було залишене лише малярне приладдя, необхідне для продовження праці. Разом з тим він продовжував отримувати приватні замовлення та від представників міської влади, однак, ймовірно, прибуток від цього йшов на покриття боргових зобов'язань.

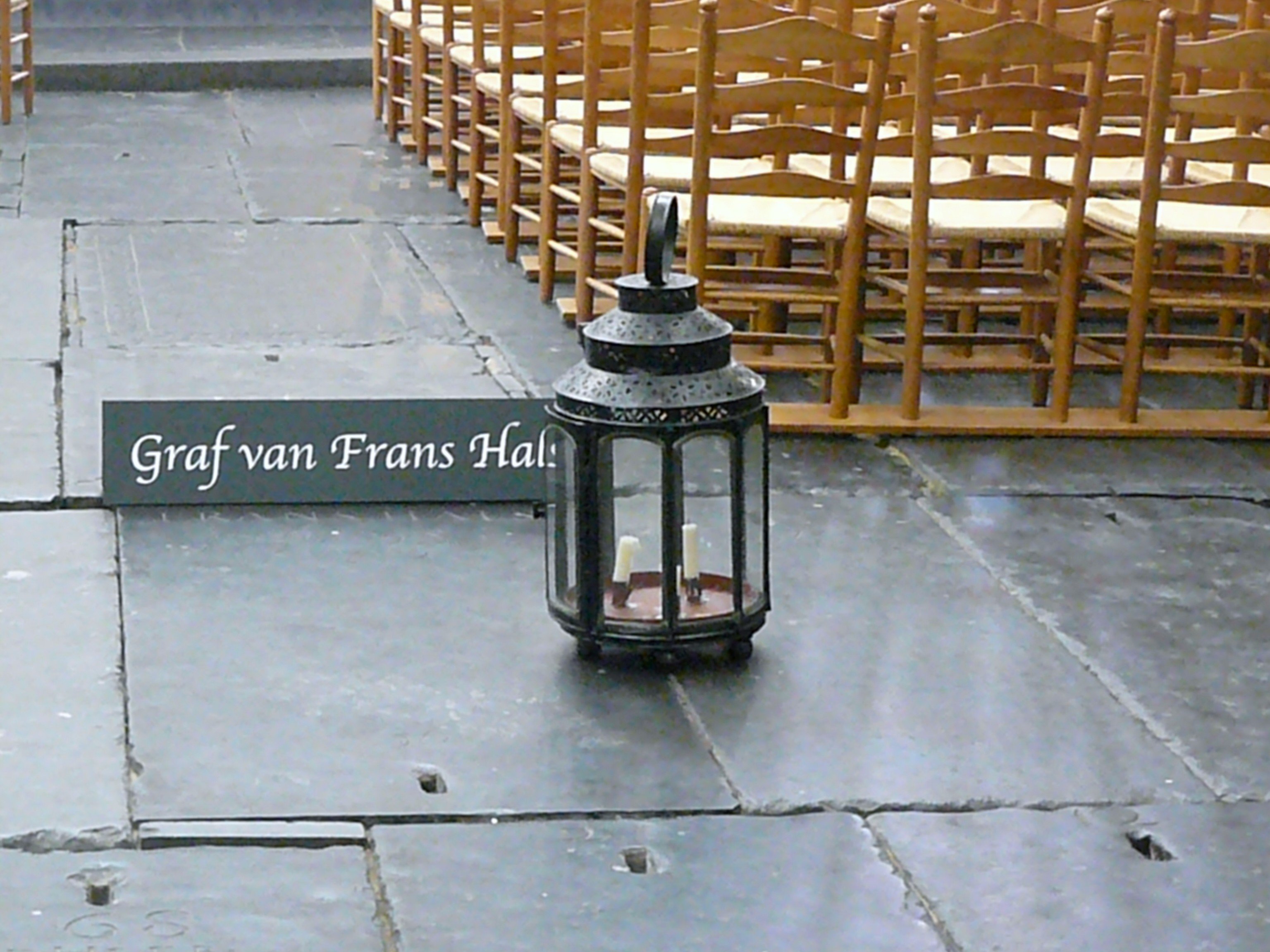
Могильний камінь Франса Галса

Завдяки все ж тому Арнольду Гаубракену з XVIII століття почала вкорінятися у свідомості суспільства думка, що пияцтво та аморальний спосіб життя Галса стали причиною його фінансової скрути. Такі висновки Гаубракен зробив базуючись на картинах Галса, на яких були зображені сцени пияцтва та безтурботного повсякденного життя. Однак, більшість з них була створена в період між 1620 та 1630 роками, коли фінансове становище Галса не було під загрозою банкрутства. На відміну від Південних Нідерландів, де панувала сувора католицька мораль в протестантській частині півночі країни був інший суспільний лад. Серед населення був поширенним вислів, що «писки собак, прихильність повій та гостинність корчмарів — жодне з них не обходиться без витрат». Тема легковажності суспільства та знайшла відбиття в картинах Франса Галса, які, як відомо, мали популярністю серед усіх верств населення.
Однією з останніх робіт Галса став груповий портрет «Опікунки будинку пристарілих», що був створений у 1664 році. Здоров'я художника значно погіршилося й 26 серпня 1666 року він помер та був похований під хором у церкві святого Бавона в Гарлемі. Збереглася письмова згадка про поховання Галса, згідно з якою «1 вересня була відкрита могила № 56 для пана Франса Галса». Художника було поховано в могилу Ніколаса Йоппена Гібланта (нід. Nicolaas Joppen Gijblant), що був дідом першої дружини Галса — Аннеке. Ця могила перейшла у володіння Франса у спадок. Його ім'я та дата поховання не були нанесені на надгробку ні під час поховання, ні після. Лише в 1918 році з ініціативи Гарлемської історичної асоціації на могильному камені було зроблено відповідний напис. У 1962 році на могилу Франса Галса було покладено новий камінь, а попередній був перенесений неподалік. Дружина Лісбет пережила свого чоловіка та провела останні роки в будинку для похилих людей.

## Техніка та стиль

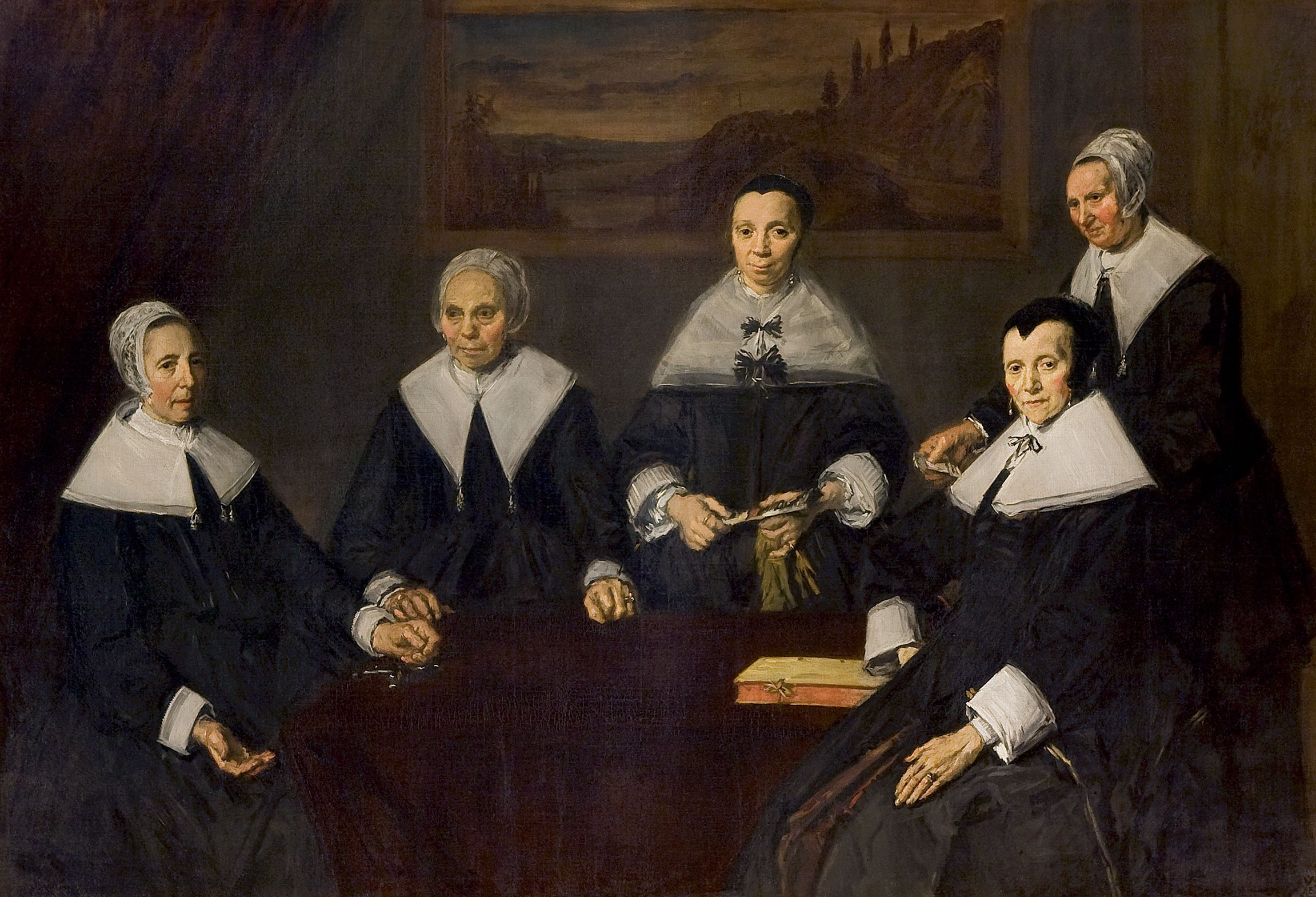
«Опікунки старечого дому» (1664 рік) — один з останніх групових портретів Франса Галса

Стиль Франса Галса змінювався протягом усього життя. Картини яскравих кольорів поступово замінювались творами, де домінував один колір. Після 1641 року в його роботах просліджується тенденція обмежувати гаму своєї палітри та нав'язувати колір, а не виражати й підкреслювати його. Пізніше в картинах Галса почали переважали темні тони з переходом до чорного. Мазки пензлем стали вільнішими, а дрібні деталі стали менш важливими, аніж загальне враження. Там, де його попередні твори випромінювали веселість та жвавість, портрети періоду пізньої творчості підкреслювали фігури та гідність зображених людей. Ця тенденція досить добре знайшла відбиття на груповому портреті «Опікунки будинку пристарілих». При всій своїй монохромності картина може вважатися шедевром кольору, хоча обмежена палітра особливо помітна в тілесних відтінках. Дослідники вважають, що ця тенденція збігається з періодом бідності Галса й причиною його схильності до чорно-білого пігменту була низька ціна цих кольорів. Художник зобразив силуети п'яти похилих жінок в чорних сукнях на темному фоні. Старість немов би підкреслена, Галс не застосував жодного прийому, щоб згладити впалі очі та немов би пергаментний колір шкіри. Французький письменник і мистецтвознавець Андре Мальро свого часу дав наступну характеристику стилю виконання цієї картини: «руки опікунок являються першим в історії живопису агресивно сучасним акцентом».
Його творчість, яка охоплює безліч групових та індивідуальних портретів, а також декілька жанрових сцен — демонструє характерний стиль, який не наслідували ні його учні, ні наступні покоління. Галсу вдалося оживити свої портрети, використовуючи надзвичайно вільне застосування намальованих деталей, що вказує на спонтанність реального життя. Такий підхід ранні дослідники та біографи назвали — «дотиком майстра». Навіть відомий «колорист» Вінсент Ван Гог зазначав, що «у Галса, мабуть, було 27 відтінків чорного кольору, з поміж яких можна було вибрати найбільш доречний». Невідомо, чи писав Галс коли-небудь пейзажі чи натюрморти, оскільки багато його картин вважаються втраченими. Достеменно відомо, що в Нідерландах XVII-го століття дуже багато художників спеціалізувалися на зазначених вище жанрах, тому Франс Галс міг вирішити стати фахівцем з написання портретів.

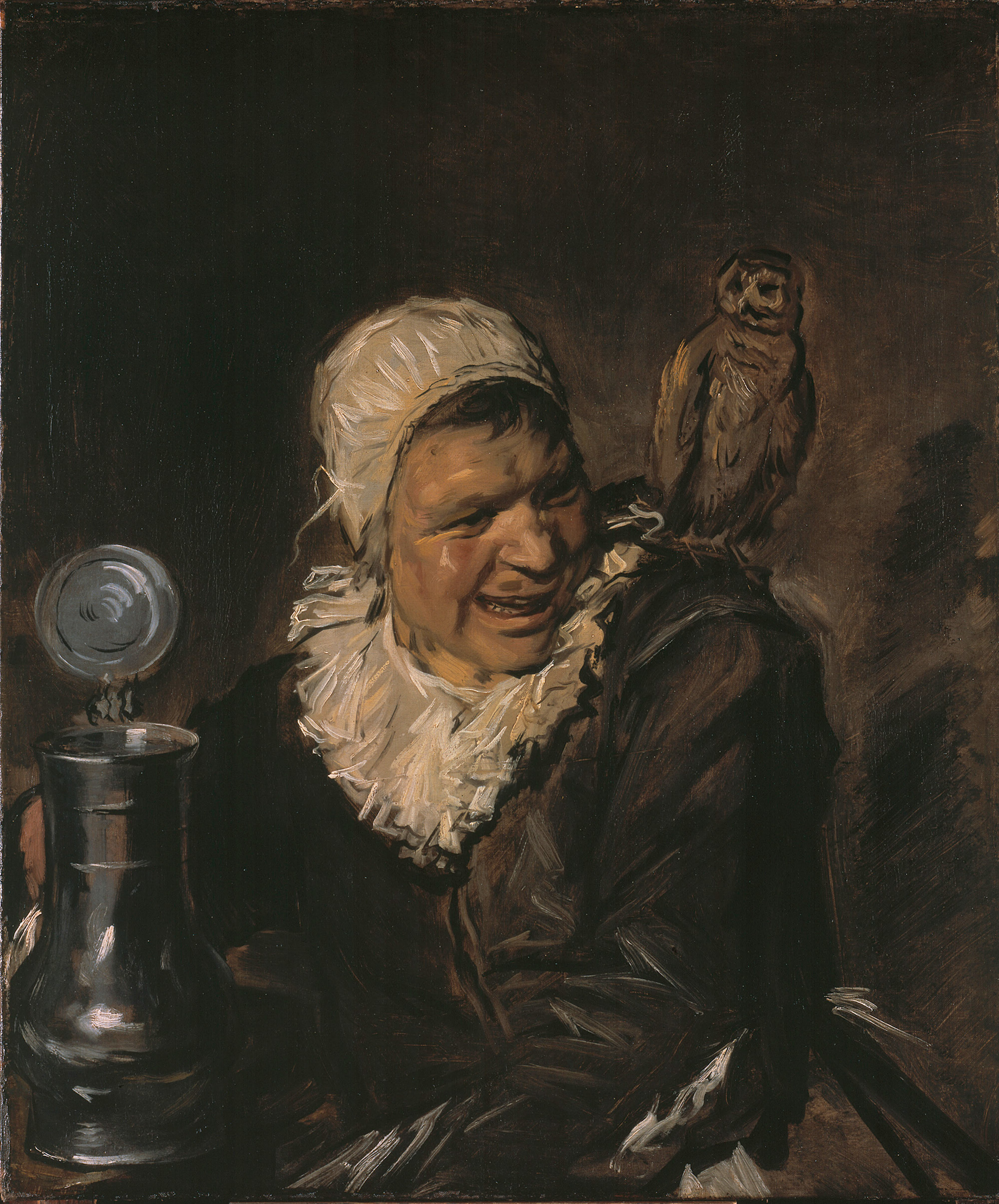
Картина «» (бл. 1630) виконана в техніці алла прима.

Близько 1620-х років Галс остаточно розвинув та сформував техніку, яка за своєю розкутістю була близька до імпресіонізму. Як і його сучасник Дієго Веласкес, він використовував колір для структурування форм, і саме це використання кольорів відрізняє обох художників від усіх наступних. Проте унікальним для Галса є його техніка нанесення швидких, вільних мазків яскравого кольору, які натякають на форму, а не укладають її, та підкреслюють таким чином рух і життєву силу зображення. Більшість живописців XVII-го століття підходили до своїх картин вдумливо та повільно, з підготовчими малюнками, певною кількістю підмальовки та прискіпливою обробкою. Наразі відсутні певні докази, але дослідниками вважається, що Галс розпочинав роботу безпосередньо малюючи на полотні за один сеанс без попередніх ретельних ескізів (техніка алла прима).
Галс був живописцем бароко, який практикував інтимний реалізм із кардинально вільним підходом. Його портрети ілюструють різні верстви суспільства: бенкети або зустрічі офіцерів, членів гільдій, адміралів, генералів, бургомістрів, купців, юристів та клерків, мандрівних гравців та співаків, кавалерів, рибалок та відвідувачів таверн. На групових портретах художник фіксує кожного персонажа по-різному. Обличчя не ідеалізовані й не забирають всю увагу на себе, таким чином особистість зображених людей передається за допомогою різноманітних поз. Франс Галс любив денне світло і сріблястий блиск, тоді як Рембрандт використовував ефекти золотого сяяння, заснованого на контрасті слабкого освітлення в непроглядному мороці. Він писав картини на білому та світло-сірому ґрунтах, а також не користувався ліссеруванням, надаючи перевагу білилам та чорній фарбі. Його рання творчість представлена великою кількістю портретів відвідувачів таверн. Саме це стало однією з причин безпідставного звинувачення в аморальному способі життя та пияцтву художника. Насправді тематика цих портретів була навіяна впливом від робіт Якоба Йорданса, який був видатним художником бароко з Антверпена та вихованцем Пітера Пауля Рубенса. Галс також зображав на свої картинах дух веселощів та безтурботності.

## Франс Галс в Україні
«Портрет Рене Декарта» роботи Франса Галса свого часу купив у німецького колекціонера Вебера — Богдан Іванович Ханенко. Робота виконана олією на полотні, її розмір 29 на 24 сантиметрів з надписом на зворотному боці — «Вебер. Франс Галс „Іспанець“». Портрет був частиною колекцій музею та демонструвався відвідувачам, але з часом було встановлено, що ця робота є підробкою. Довгий час вважалося, що оригінал був у Луврі, але останні дослідження говорять про те, що і в Луврі лише копія роботи відомого голландського художника. Місце перебування оригіналу «Портрет Рене Декарта» роботи Галса невідоме й картина вважається загубленою.
У 1773 році для наповнення фондів музею Ермітаж були куплені дві картини голландського художника. За часів Олександра I ці два портрети, на яких були зображені євангелісти, були передані до Таврійської губернії. Таким чином картини «Євангеліст Лука» та «Євангеліст Матвій» потрапили до музею західного і східного мистецтва в Одесі. Свого часу авторство цих творів приписували навіть невідомим майстрам російської школи живопису XIX ст. Лише в 1958 році, завдяки ґрунтовним дослідженням мистецтвознавця, співробітника Ермітажу та фахівця з голландського мистецтва Линник Ірини Володимирівни, стало відоме ім'я автора та походження картин. Ще два зображення євангелістів цієї серії розміщенні у московському (Святий Марко), а також у каліфорнійському музеях (Святий Іоанн). Свого часу картина «Євангеліст Лука» була вкрадена з музею, а згодом про розшук та її повернення було знято фільм «Повернення святого Луки». У наш час обидві картини «Євангеліст Лука» та «Євангеліст Матвій» демонструються в музеї Одеси. Визначним фактом є те, що цикл із чотирьох картин є не лише зразком майстерного виконання, а і єдиними роботами на релігійну тему у творчості Галса. При цьому дві картини з циклу перебувають саме в Україні.
| - "Євангеліст Лука" (Одеса). - "Євангеліст Матвій" (Одеса). - "Євангеліст Марко" (Москва). - «Євангеліст Іоанн" (Лос-Анджелес). |

## Оцінка творчості
У 1813 році англійський живописець Джеймс Норткоут наголошував: «Що стосується репрезентації персонажів, він [Галс], безумовно, був найбільшим художником, який коли-небудь жив».
Вінсент Ван Гог писав: «Яка радість бачити такого Франса Галса — наскільки він сильно відрізняється від картин інших, а у нього все ретельно згладжено однаково».
Шарль Бає, французький дослідник історії мистецтв, вважав, що Франс Галс: «чудовий майстер у плані портретів, побутових сцен та пейзажів».
Григорій Григорович Павлуцький говорив: «на відміну від Рубенса, який створив живий та міцний колорит за допомогою семи фарб, Галс не вирізнявся строкатістю фарб й все зводив лише до загального враження».
Французький письменник та художник Ежен Фромантен писав: «Я вже казав, що художник, який прагне хороших і ґрунтовних уроків, повинен уявити собі задоволення бачити все це саме в Гарлемі. У всіх інших місцях, будь то французькі музеї та кабінети Лувру або голландські галереї та колекції, враження, яке справляє на нас цей блискучий і дуже нерівний за своєю манерою майстер, може бути чарівним, приємним, цікавим, але досить поверховим, а тому помилковим і несправедливим. Там Галс як людина, втрачає стільки, скільки програє як художник. Він дивує, він бавить. Своєю безприкладною швидкістю в роботі, невичерпною життєрадісністю та ексцентричністю своїх прийомів, глузливістю розуму та кисті він виділяється на тлі сучасного йому живопису…Але у своїй справі він, безперечно, один із наймайстерніших і найдосвідченіших майстрів, які коли-небудь і де-небудь існували навіть у Фландрії з її Рубенсом і ван Дейком, навіть в Іспанії з її Веласкесом».

## Завваги
1. ↑  Також у навчальній літературі зустрічаються написання Гальс або Хальс.[11]